# بيت احمد حسين (لودر)

تعديل مصدري - تعديل

بيت احمد حسين هي إحدى قرى عزلة زارة بمديرية لودر التابعة لمحافظة أبين، بلغ تعداد سكانها 60 نسمة حسب تعداد اليمن لعام 2004.